# Pedram Emami

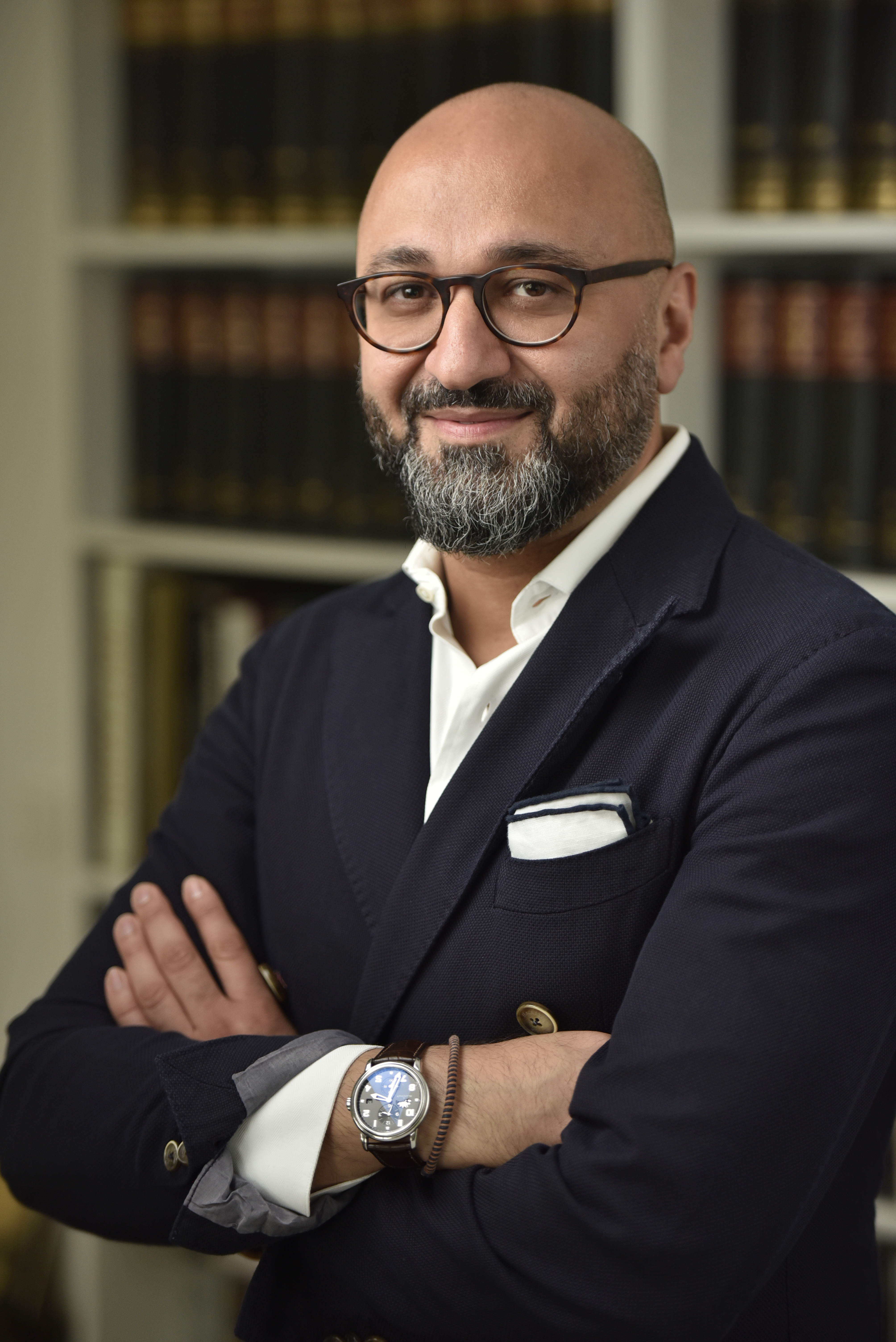
Pedram Emami, 2017

Pedram Emami (persisch پدرام امامی; * 21. März 1970 in Teheran, Iran) ist ein deutscher Neurochirurg und Standespolitiker iranischer Herkunft.

## Beruflicher Werdegang
Emami schloss 1994 eine Ausbildung als medizinisch-technischer Assistent (MTRA) in Göttingen ab, bevor er dort Humanmedizin zu studieren begann. Das praktische Jahr absolvierte er am Universitätsklinikum Hamburg-Eppendorf und machte 2001 dort sein Staatsexamen.
Seither ist er in der dortigen Klinik und Poliklinik für Neurochirurgie tätig; 2008 folgte dann die Qualifikation als Facharzt für Neurochirurgie.  Von 2009 bis 2010 besuchte er die EBS Universität für Wirtschaft und Recht im Fach Health Care Management und schloss mit dem Titel Master of Business Administration ab. Anschließend promovierte er bei Manfred Westphal im Jahr 2011 klinisch über Tumoren der Pinealisregion. Seitdem war er dort zunächst als Funktionsoberarzt, dann als Oberarzt tätig.

## Berufspolitische Tätigkeit
Nach langjähriger aktiver Tätigkeit im Ärzteverband bzw. in der Gewerkschaft Marburger Bund Hamburg (u. a. als Mitglied der Tarifkommission und des Vorstandes) wurde Emami 2016 zum 1. Vorsitzenden gewählt. Ebenfalls war er langjährig in der berufsständischen Kammer ehrenamtlich tätig und wurde 2018 als erste Person mit Migrationshintergrund zum Präsidenten einer Ärztekammer in Deutschland gewählt.

## Berufspolitische Positionen
Emami setzt sich für ein klares Bekenntnis der Medizin zur Wissenschaftlichkeit ein. Er sieht die Rolle der Ärztekammern als Vermittler zwischen Ärzteschaft/Wissenschaft, Politik und Gesellschaft. Auch der Einsatz gegen Benachteiligung, insbesondere gegen Rassismus gehört zu seinen Themen in der Ärztekammer.
Er war für die Abschaffung des §219a.
Des Weiteren engagierte er sich für eine zeitgemäße Anpassung bzw. Regelung des Berufsrechts in puncto assistierter Suizid.
In der Covid-19-Pandemie mahnte er vor allem Transparenz in der Darlegung von Interessenskonflikten bei Personen an, die wissenschaftliche Beratungsfunktionen für die Politik innehatten. Auch das Verfahren zur Auswahl und Zusammensetzung dieser Gremien kritisierte er als intransparent.
Auch Menschenrechtsfragen und freie Berufsausübung gehören zu seinen  Themen. Während der Proteste gegen das iranische Regime im Winter 2022/2023 übernahm er die Patenschaft für den zum Tod verurteilten Arzt Hamid Gharehhassanloo.

## Ämter
- Präsident der Ärztekammer Hamburg und Vorstandsmitglied der Bundesärztekammer seit 2018
- erster Vorsitzender des Marburger Bundes Hamburg seit 2016
- äußerer Vorstand Marburger Bundes Hamburg 2010–2016
- Vorstand der Ärztekammer Hamburg 2014–2018
- Delegierter der Landesärztekammer Hamburg 2010–2014
- Mitglied des erweiterten Vorstandes der Deutschen Gesellschaft für Neurochirurgie 2005–2019
- International Committee Chair der Tumor Section der AANS/CNS, USA 2007–2009
- Menschenrechtsbeauftragter der Bundesärztekammer seit 2019
- Vorsitzender des Ausschusses „Ärztliche Ausbildung und Universitätsmedizin“ der Bundesärztekammer seit 2019
- Mitglied des Ständigen Arbeitskreises „Richtlinie zur Feststellung des irreversiblen Hirnfunktionsausfall“ des Wissenschaftlichen Beirats der Bundesärztekammer seit 2019

## Privates
Er wurde als Sohn des iranischen Filmeditors Rouhollah Emami und der Iranistin Shahla Miri in Teheran geboren und verbrachte seine Kindheit dort, bevor seine Familie 1984 nach Deutschland übersiedelte. Er machte den Abschluss der Sekundarstufe I an der Kooperativen Gesamtschule (KGS) und 1990 Abitur am Max-Planck-Gymnasium (Göttingen).
Die Theater- und Filmschaffende Nazgol Emami ist seine Schwester.

## Publikationen (Auswahl)
- Publikationsliste Pedram Emami auf PubMed
- Kapitel Läsionen der Pinealisloge in: S. Diedrich, Joachim Feldkamp, Martin Grußendorf, Martin Reincke (Hrsg.): Referenz Endokrinologie und Diabetologie. Aug 2020. ISBN 3-13-240827-1
- Kapitel Digitalisierung im Kontext: Neue Kompetenzen und Fähigkeiten in: M. Henningsen, P. Stachwitz, S. Fahimi-Weber (Hrsg.): Die digitale Arztpraxis: Technik, Tools und Tipps zur Umsetzung. Feb 2022. ISBN 3-95466-577-8